# Бухс (Ааргау)
Бухс (нім. Buchs AG) — громада  в Швейцарії в кантоні Ааргау, округ Аарау.

## Географія
Громада розташована на відстані близько 70 км на північний схід від Берна, 3 км на схід від Аарау.
Бухс має площу 5,3 км², з яких на 45,9% дозволяється будівництво (житлове та будівництво доріг), 11,5% використовуються в сільськогосподарських цілях, 42,1% зайнято лісами, 0,6% не є продуктивними (річки, льодовики або гори).

## Демографія
2019 року в громаді мешкало 7971 особа (+13,8% порівняно з 2010 роком), іноземців було 35,3%. Густота населення становила 1498 осіб/км².
За віковим діапазоном населення розподілялося таким чином: 21,5% — особи молодші 20 років, 63,2% — особи у віці 20—64 років, 15,3% — особи у віці 65 років та старші. Було 3425 помешкань (у середньому 2,3 особи в помешканні).
Із загальної кількості 5689 працюючих 4 було зайнятих в первинному секторі, 2694 — в обробній промисловості, 2991 — в галузі послуг.